# Figyelmi kontroll

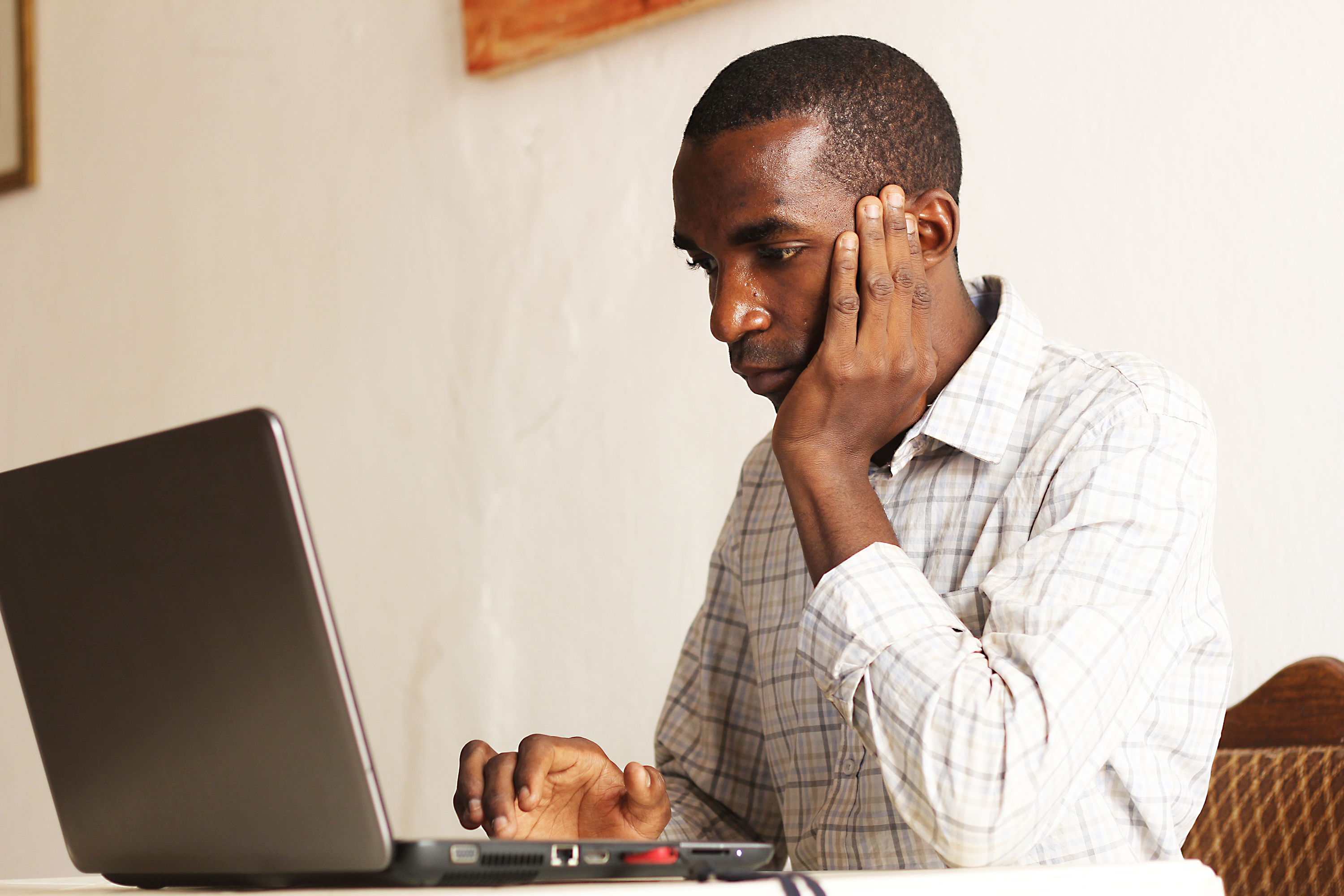
Koncentrált munkavégzés

A figyelmi kontroll (más néven endogén vagy végrehajtó figyelem)  jelenti az egyének azon képességét, hogy megválassza figyelmének irányát, tárgyát, és azt, hogy mit hagy figyelmen kívül.  Hétköznapi fogalmazásban a figyelmi kontroll megegyezik az egyén koncentrációs képességével. Fő mediátora az agy frontális területei, többek között az anterior cinguláris kéreg, a figyelmi kontroll szorosan összefügg más végrehajtó funkciókkal, például a munkamemóriával.

## A kutatás általános áttekintése
A figyelmi rendszer az agyban három hálózatra osztható, ezek: éberségi hálózat, orientációs hálózat és végrehajtó hálózat. E három hálózat alapos tanulmányozásra került kísérleti dizájnok keretében felnőttekkel, gyermekekkel és majmokkal, figyelmi rendellenességek jelenlétében és hiányában. Kutatási tervek között szerepel a Stroop-feladat és az Eriksen-feladat (flankerfeladat), amelyek végrehajtó kontrollfunkciókat mérnek, kombinálva eseményhez kötött funkcionális mágneses rezonanciavizsgálattal (fMRI). Míg a kutatási dizájnok egy része kifejezetten a figyelem egy aspektusára irányul (mint a végrehajtó kontroll), más kísérletek több terület együttes működését vizsgálják, feltárva az esetleges interakciókat az éberségi, orientációs és a végrehajtó kontrollhálózatok között. Az elmúlt időszak legjelentősebb mérőeszköze a Jin Fan és Michael Posner által tervezett figyelmihálózat-teszt (ANT), mely pontosság- és reakcióidő-értékekkel szolgál mindhárom figyelmi hálózatról, így lehetővé téve azok összehasonlítását. Az ANT egy viselkedéses teszt, mely az egyszerűségre törekszik, így elvégezhető gyermekek, páciensek és állatok által is. A feladatban a részvevőknek egy, a képernyőn megjelenő nyíl irányát kell jelezni több változó feltétel mellett, miközben a képernyő közepére rögzítik tekintetüket.

## Fordítás
Ez a szócikk részben vagy egészben  az   Attentional control című angol Wikipédia-szócikk ezen változatának fordításán alapul.  Az eredeti cikk szerkesztőit annak laptörténete sorolja fel. Ez a jelzés csupán a megfogalmazás eredetét és a szerzői jogokat jelzi, nem szolgál a cikkben szereplő információk forrásmegjelöléseként.